# أميرة سليم
أميرة سليم (ولدت في القاهرة، مصر) مغنية سوبرانو وأوبرا مصرية، تقيم في فرنسا.

## حياتها
ولدت أميرة سليم في القاهرة، وهي ابنة عازفة البيانو مارسيل متى والرسام أحمد فؤاد سليم. بعد أن درست العزف على البيانو والباليه والرسم، بدأت التدريب الصوتي والموسيقى الإيطالية في إيطاليا مع السوبرانو غابرييلا رافازي في عام 1993 وتخرجت في معهد كونسرفتوار القاهرة في عام 1999. في أكتوبر عام 2001، حصلت على منحة دراسية من الحكومة الفرنسية للدراسة مع السوبرانو كارولين دوماس في مدرسة نورمال دي ميوزيك دي باريس ، حيث حصلت على دبلوم الكونسيرتيست عام 2004.
في عام 2002 ، كانت أول فائزة بالجائزة في مسابقة أورفيتو الدولية بإيطاليا. بدأت سليم حياتها المهنية كعضو وعازف منفرد في أوبرا القاهرة في عام 1997 مع أول دور قيادي لها في أوبرا روسيني باربيير دي سيفيليا عام 1998، وتلاها عدد من الإنتاجات الأخرى. بعد انتقالها إلى فرنسا، واصلت الظهور في الأوبرا المصرية بالإضافة إلى الأوبرا الفرنسية والإيطالية والألمانية.

## أدوارها مع أوبرا القاهرة
- مارس 1998: روزينا في أوبرا إل باربييريه دي سيفيليا (روسيني).
- نوفمبر 1999: نورينا في دون باسكوالي (دونيزيتي).
- فبراير 2000: أدينا في ليزيليه دامور (دونيزيتي).
- يناير 2001 / فبراير 2008: جيلدا في ريجوليتو (فيردي).
- يونيو 2010: أدينا في ليزيليه دامور (دونيزيتي).
- أبريل 2021: موكب المومياوات الملكية حيث غنت باللغة المصرية القديمة.

## أدوار أخرى
- أغسطس 1997: سيرافينا في إل كامبانيللو (دونيزيتي)، أورفييتو، إيطاليا.
- أغسطس 2001:أدينا في ليليزيه دامور (دونيزيتي)، أورفييتو، إيطاليا.
- أغسطس 2002: جيلدا في ريجوليتو (فيردي) ، أورفييتو، إيطاليا.
- مايو 2004: دور البطولة لاكمي (ديليبس)، رين ، فرنسا.
- يونيو 2005: عشرة عروض لكارمينا بورانا ، باريس ، فرنسا.
- يناير 2006: حفلة موسيقية روح موتسارت ، فيينا ، النمسا.[4]
- أبريل 2006: كارمينا بورانا/ ريسيتال، الصويرة ، المغرب.
- يناير 2007: دور العنوان لاكمي (ديليبس) ، سانت إتيان ، فرنسا.
- مارس 2007: نانيتا في فالستال (فيردي)، تورز، فرنسا.
- نوفمبر) 2007: ملكة الليل في الفلوت السحري (موتسارت)، مرسيليا، فرنسا.
- يناير 2008: العنوان- دور لاكمي (ديليبس) ، بيليفيلد، ألمانيا.
- أبريل 2008: ملكة الليل في الفلوت السحري (موتسارت)، ليفالوا، فرنسا.
- أكتوبر 2009: روزينا في إل باربييريه دي سيفيليا (روسيني)، مانتو، إيطاليا.
- يناير 2010: قطعة معاصرة لسوزان جيرود ، باريس.
- مارس 2010: أوفيليا في هاملت (أمبرواز توماس) ، سانت إتيان ، فرنسا.
- مايو 2010: رباعية موزارت الشرقية , فيينا , النمسا

## ديسكوغرافيا
- موتسارت في مصر (EMI / Virgin Classics ، 2005) [5]
- أرواح موتسارت - كريستيان أويلزي ، أميرة سليم ، دي دي بريدجووتر ، أندريه بوريكو ، أوركسترا راديو فيينا السيمفوني (يوروأرتس ، 2006)

## وصلات خارجية
- أميرة سليم على موقع IMDb (الإنجليزية)
- أميرة سليم على موقع ديسكوغز (الإنجليزية)
- السيرة الذاتية: أميرة سليم عن إدارة فناني أوبرا اليوبرا